# Capital de Costa Rica
Costa Rica ha tenido cuatro capitales efectivas y además otra legal. La capital más actual es San José .
1) La ciudad de Cartago, fundada en 1564, fue capital de la provincia de Costa Rica durante toda la dominación española, hasta que en 1822 se implantó un ´sistema de rotación de las supremas autoridades. En este sistema, Cartago fue capital de enero a abril de 1822 y posteriormente las autoridades se trasladaron a San José. Cartago volvió a ser capital de enero a abril de 1823, hasta que como consecuencia de la primera guerra civil y la batalla de Ochomogo la capital se trasladó a San José.

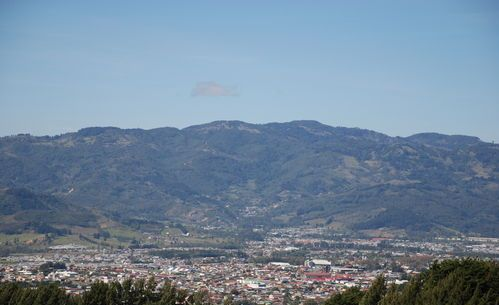
Panorámica de la ciudad de Cartago Capital de Costa Rica durante el dominio español de 1564 a 1822.

2) La ciudad de San José fue capital de Costa Rica de mayo a agosto de 1822, en el sistema de rotación establecido por el Pacto de Concordia. En abril de 1823 se convirtió en capital permanente, hasta que en 1834 la Ley de la Ambulancia dispuso que las autoridades se trasladaran a Alajuela. En 1838 el jefe de Estado Braulio Carrillo Colina nuevamente fijó la capital de hecho en San José, donde ha permanecido hasta la actualidad.

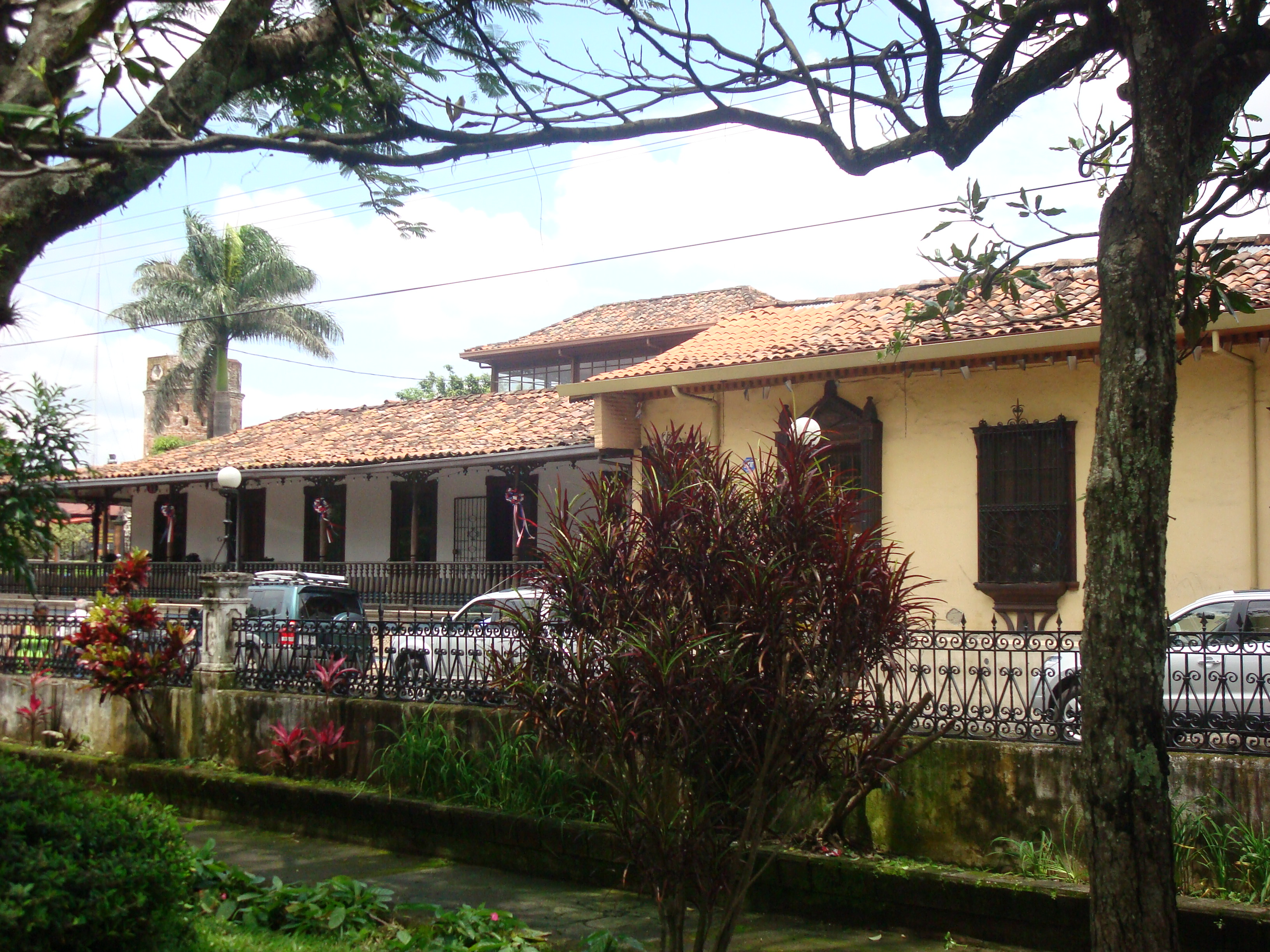
Centro de Heredia, Capital Provisional de 1834 a 1838.

3) La ciudad de Heredia fue designada como capital temporal de Costa Rica en 1835 por la ley que fijó la capital permanente en el barrio del Murciélago, mientras en esta población se construían los edificios necesarios. Esa ley fue derogada en abril de 1838 por otra que convirtió a Heredia en capital permanente de Costa Rica. Sin embargo, en mayo de 1838 un golpe militar llevó a la Jefatura del estado a Braulio Carrillo Colina, quien fijó la capital de hecho en San José.
4) La actual ciudad de San Juan de Tibás fue designada como capital de Costa Rica en 1835, cuando recibía el nombre de barrio del Murciélago. Sin embargo, esa ley no se hizo efectiva y fue derogada en 1838 por otra que fijó la capital de modo permanente en San José, ciudad que había servido de capital temporal mientras no se construyesen en el Murciélago los edificios necesarios.